# Hussein Hafiz
Hussein Mahmud Ismail Hafiz (arab. حسين محمود إسماعيل حفيظ ;ur. 5 września 1985) – egipski judoka. Olimpijczyk z Londynu 2012, gdzie zajął ósme miejsce wadze lekkiej.
Zajął dziewiąte miejsce na mistrzostwach świata w 2010; uczestnik zawodów w 2011. Startował w Pucharze Świata w 2009, 2010 i 2012. Brązowy medalista igrzysk afrykańskich w 2011. Zdobył cztery medale mistrzostw Afryki w latach 2009 - 2012. Triumfator igrzysk panarabskich w 2011 roku.

## Letnie Igrzyska Olimpijskie 2012
| Konkurencja | Eliminacje            | Eliminacje          | Klas. końcowa |
| Konkurencja | Przeciwnik I          | Przeciwnik II       | Miejsce       |
| ----------- | --------------------- | ------------------- | ------------- |
| 73 kg       | Osman Murillo (CRC) Z | Ugo Legrand (FRA) P | 8.            |